# Fabrike šalitre
Fabrike šalitre naziv koji su imala nalazišta za eksploataciju šalitre u Čileu.

## Istorijat
Fabrike šalitre (šp. Oficina salitrera), ime dato centrima za eksplotaciju šalitre u čileanskim regionima Tarapaka i Anglofasta. Eksplotacija je trajala od 1842 do 1930 godine kada je pronadjena veštačka salitra.
Posto su se nalazili izolovani u Atakama pustinji (najsuvljem mestu na svetu), nalazista su morala da funkcionišu sama za sebe, tako da su oko njih nastala naselja koja su imala svu neophodnu gradsku infrastrukturu da bi mogla samostalno da funkcionišu, kao sto su kuće za stanovanje radnika, šoping centri, crkve, škole i centri za rekreaciju radnika.
Centri su bili dom mnogim radnicima iz Čilea, Bolivije i Perua.

## Lista fabrika šalitre u Čileu

### Tarapaka
| - 10 de septiembre - Abra (ex Napired) - Agua Santa - Aguada - Alianza - Amelia (ex Dibujo) - Angela - Anita - Aragón - Argentina - Asturias (Pelayo+Covadonga. Ex Reducto+Huascar) - Aurora (ex Silencio) - Aurrerá - Barcelona - Bellavista - Buen Retiro - Buenaventura - Cala Cala (ex Independencia + Colombia) - California - Camiña (ex Saca si Puedes) - Carmen Bajo - Carolina - Carpas (ex Nueva Noria) - Centro Lagunas - Chacabuco - Cholita - Compañía - Cóndor - Constancia - Coruña - Cruz de Zapiga - Democracia - Elena - Enriqueta (ex Sta. Rosa de Zapiga) - Esmeralda - Felisa - Franka - Gloria - Hervatska | - oficinas salitreras de Humberstone y Santa Laura (ex La Palma) - Iquique - Irene - Iris - Jazpampa - Josefina - Keryma - La Granja - La Patria - La Perla - La Serena - Limeña - Los Pirineos - Mapocho - Marousia - Mercedes - Nena Vilana - North Lagunas - Paccha - Palacio Industrial - Pan de Azúcar - Paposo - Pampa Union - Peña Chica - Peña Grande (Fuerte Baquedano) - Peruana - Planta de Potasa - Pontevedra (ex Santa Clara) - Porvenir - Primitiva - Progreso - Providencia - Puntilla de Huara - Puntuchara - Ramíez - Recuerdo - Resurrección - Rosario de Huara - Sacramento - Salvadora | - San Agustín - San Antonio de Zapiga - San Donato - San Enrique - San Francisco - San Jorge - San José - San Lorenzo - San Manuel - San Pablo - San Patricio - San Pedro - San Remígio - Santa Ana - Santa Catalina - Santa Elena - oficinas salitreras de Humberstone y Santa Laura - Santa Lucía - Santa Rita - Santa Rosa de Huara - Santiago - Sara (ex San Esteban) - Sebastopol - Slavia (ex Rosario de Negreiros) - Slavonia - Solferino - South Lagunas - Tarapacá - Tránsito - Tres Marías - Trinidad - Unión - Valparaíso - Veranees - Victoria - Oficina salitrera Victoria (ex Brac) - Vigo - Virginia - Vis |

### Antofagasta
| - Abra - Aconcagua - Agustín Edwars - Alberto Bascuñán (ex Delaware) - Alemania - Algorta (ex H. Astoreca) - Angamos - Anibal Pinto - Araucana - Arturo Prat - Atacama - Augusta Victoria - Aurelia - Ausonia - Avanzada - Ballena - Blanco Encalada - Bonasort - Britania - Buena Esperanza - Carmelo - Castilla - Catalina del Sur - Caupolicán (ex Alianza) - Cecilia - Celia - Oficina Salitrera Chacabuco - Chile - Cobija - Cochrane (ex Pissis) | - Concepción - Condell - Cota - Coya Sur - Curicó - Delaware (ex Carolina) - Domeyko (ex Carrera) - Dominador - Empresa - Ercilla - Esperanza - Eugenia - Filomena - Flor de Chile - Francisco Puelma - Ghizela - Gmo. Matta - Grutas - Iberia - Joaquín Pérez - José Antonio Moreno (ex Lagunas de Taltal) - José Francisco Vergara - José Santos Ossa - La Americana - Lautaro - Leonor - Lilita - Lina - Los Dones - Luisis - María | - María Elena (Chile)(ex Coya Norte). - María Teresa - Miraflores - O'Higgins - Oriente - Pampa Rica - Pedro de Valdivia (oficina salitrera) - Pepita - Peregrina - Perseverancia - Petronila - Portezuelo - Prosperidad - Renacimiento (ex San Gregorio) - Oficina salitrera Rica Aventura - Rosario - Santa Adela - Salinitas - San Andrés - San Martín (ex Valparaíso) - Santa Fe - Santa Isabel - Santa Luisa - Savona - Severin - Sudamericana - Tranque Sloman - Tricolor - Unión - Yugoslavia (ex Cristiana) |